# 촨산구

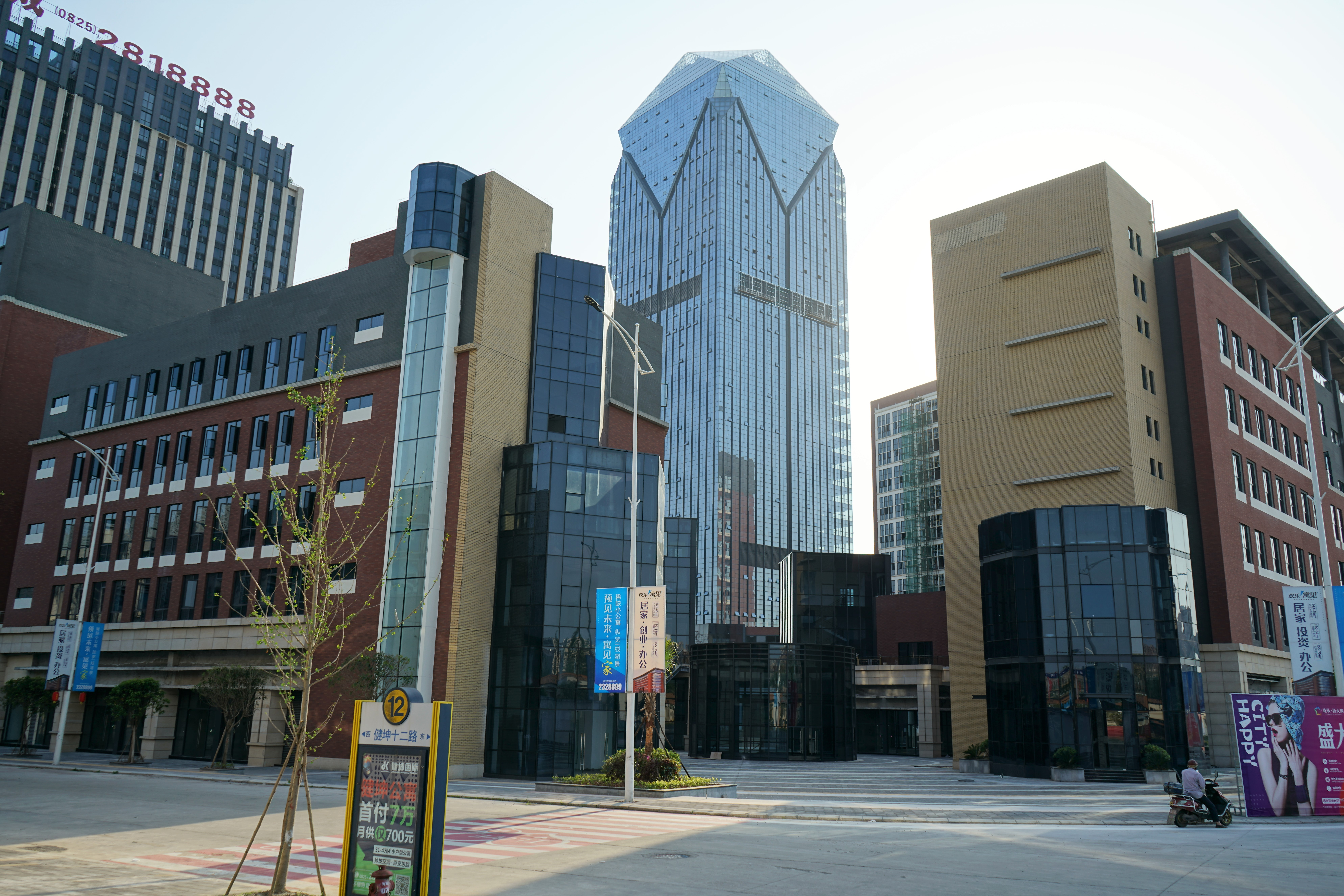

촨산구(한국어: 선산구, 중국어: 船山区, 병음: Chuánshān Qū)는 중화인민공화국 쓰촨성 쑤이닝시의 현급 행정구역이다. 넓이는 618km2이고, 인구는 2007년 기준으로 680,000명이다.

## 기후
연평균 기온은 17.4°C이고 연평균 강수량은 1010mm이다.

## 행정 구역
13개 가도, 7개 진, 5개 향을 관할한다.
- 가도: 南津路街道, 凯旋路街道, 高升街街道, 镇江寺街道, 育才路街道, 介福路街道, 嘉禾街道, 广德寺街道, 富源路街道, 龙坪街道, 灵泉寺街道, 慈音街道, 九莲街道.
- 진: 南强镇, 仁里镇, 复桥镇, 永兴镇, 河沙镇, 新桥镇, 桂花镇.
- 향: 西宁乡, 老池乡, 保升乡, 唐家乡, 北固乡.